# Macrarene
Macrarene is een geslacht van weekdieren uit de klasse van de Gastropoda (slakken).

## Soorten
- Macrarene californica (Dall, 1908)
- Macrarene cookeana (Dall, 1918)
- Macrarene coronadoensis Stohler, 1959
- Macrarene digitata McLean, Absalão & Santos Cruz, 1988
- Macrarene farallonensis (A. G. Smith, 1952)
- Macrarene lepidotera McLean, 1970
- Macrarene spectabilospina Shasky, 1970